# 前島豊太郎
前島 豊太郎（まえじま とよたろう、天保6年7月5日（1835年7月30日） - 1900年（明治33年）3月13日）は明治時代の静岡県の弁護士、自由民権家。
駿河国有渡郡古庄村名主兼府中宿助郷総代、静岡県第44区副戸長を経て、府中宿代理人として助郷訴訟に関わり、代言人資格を取得した。静陵社を結成して自由民権運動に参画し、静岡県会議員を経て撹眠社を設立、『東海暁鐘新報』を創刊したが、直後に行った演説で不敬発言があったとして投獄された。出獄後、撹眠社経営に苦闘しつつ、政治活動を続けた。2度国政進出に失敗した後、弁護士業に回帰し、生涯を終えた。

## 生涯

### 生い立ち
天保6年（1835年）7月5日駿河国有渡郡古庄村名主家に生まれた。5歳の時、雨の日に乳母に背負われて外出中、村人の持つ傘に書かれた文字に興味を持ち、以来父に字の読みを尋ねるようになった。
7歳で菩提寺法泉寺住職愚俊に平仮名を学んだが、学習2週目でいろは歌の二行目を習字したところ、7字の内6字を直されたために気落ちし、止めてしまった。9歳で杉田三平に入門し、『庭訓往来』等を通じて習字、素読を学んだ。
14歳で上ヶ土村医師天野祐斎に漢籍を学び、嘉永4年（1851年）17歳で長島載助に四書五経の句読、漢詩の法を学ぶも、『皇清経解』を得て考証学に関心を移し、疎遠となった。20歳頃には村松良粛、戸塚積斎、小川清斎、伴野貢、渡辺泰策、釈雲泉等と淡社を結成し、詩文に興じた。

### 名主・副戸長
安政3年（1856年）古庄村組頭、安政5年（1858年）名主となり、文久3年（1863年）古庄村も負担していた府中宿助郷総代を兼ねた。
慶応4年（1868年）戊辰戦争が起こると、駿府城代本多正訥配下東権兵衛を訪ねて宇津ノ谷での官軍邀撃を主張するも、受け入れられなかった。8月徳川慶喜が駿府に入ると、慶喜の家従室賀竹堂に漢籍を講義した。
明治5年（1872年）2月7日名主職が廃止され、静岡県第44区戸長に命じられたが、副戸長に命じられた士族鈴木長に戸長の座を譲り、代わって副戸長に就任した。この年には法泉寺に私塾古荘書院を開いたほか、養豚事業を試みて失敗した。
1873年（明治6年）8月平山省斎により神道大成教教会支社長に任命された。1873年（明治6年）議者総代で披露した言論が県参事南部広矛に認められ、10月16日静岡県十五等出仕となったが、1874年（明治7年）1月13日代わって大迫貞清が権県令となり、2月24日免職となった。
上京後、1874年（明治7年）9月静岡の豪商勝間田清次郎の委嘱により秋田県土崎港で六郷小西某から米を買付け、海運丸に積載して停泊中、台風により船が大破し、25名の死者を出した。

### 代言業
明治5年（1872年）助郷制度廃止に伴い、負担金清算を巡って駿河国・甲斐国の村々間で係争が生じ、府中宿代理人として訴訟に関わった。1875年（明治8年）2月甲府裁判所で提訴不受理となり、9月上旬沼間守一の協力で東京上等裁判所に控訴するも棄却された。
1876年（明治9年）2月大審院に上告中、2月22日代言人規則により免許制が導入されたため、5月第2回代言検査を受験し、7月東京裁判所代言人となった。受験のため私立法律学校に通ったかどうか定かでない。
その後も助郷訴訟は長引き、1877年（明治10年）2月大阪上等裁判所での再審、1878年（明治11年）大審院での再審を経て示談が成立した。
1877年（明治10年）静岡呉服町四丁目に択善社を設け、地元静岡でも代言業を開始した。1878年（明治11年）10月28日有渡郡により第1回静岡県会議員に推薦されたが、高塚村小野田五郎兵衛の訴訟業務等のため辞退している。

### 民権運動への参加
1879年（明治12年）11月大江孝之、広瀬重雄等と静陵社を結成し、演説による政治活動を開始した。11月30日の第1回演説会では沼間守一の説に同調して「権限論」を演説し、静岡県会議員等による国賓ユリシーズ・グラントの饗応を越権行為と非難した。1880年（明治13年）4月集会条例により一時解散したが、11月活動を再開した。
1880年（明治13年）8月3日静岡県会議員に当選し、備荒儲蓄法反対運動に同調し、12月3日県会解散後、1881年（明治14年）1月再選された。予算審議において河川改修費を国庫負担とする建議を申し立てるも賛同者を得られず、一方異議を唱えた郡長公選制の建議は可決されるなど、議員としての成果は上がらず、1881年（明治14年）6月24日辞任した。
1881年（明治14年）小林喜作等資産家の出資を受けて静岡両替町四丁目10番地に撹眠社を創立し、土居光華を社長、荒川高俊を客員として10月1日『東海暁鐘新報』を創刊した。

### 不敬事件
創刊直後の1881年（明治14年）10月8日、寺町小川座で「事物変遷論」を演説し、専制君主制から立憲君主制への移行を主張したところ、「天子は大賊の第一等」と発言したとして臨場していた警部香取新之助等に告発され、帰宅したその夜警察に拘引された。
1881年（明治14年）10月21日静岡裁判所より伺いを立てられた司法卿大木喬任は、「著作文書若くは画図肖像」のみを対象とする讒謗律第2条乗輿讒毀罪を新律綱領断罪無正条により類推適用し、12月23日静岡裁判所において禁獄3年・罰金900円が言い渡された。なお、不敬罪や罪刑法定主義を定めた旧刑法は1882年（明治15年）1月1日に施行された。
1882年（明治15年）3月27日上告棄却により井宮監獄に入獄し、先に投獄されていた荒川高俊と同室した。監獄内では定期的に囚人に『孟子』を講義し、1883年（明治16年）2月頃からは署内で使用する罫紙の摺立に従事した。
1884年（明治17年）6月同志の義援金により罰金900円が完納され、1885年（明治18年）2月25日仮出獄した。1885年（明治18年）11月出獄を記念し、駿遠各地を旅行して同志、名士を訪れ、民衆からも歓迎を受けた。

### 撹眠社の経営
収監中、撹眠社は多くの社員が弾圧を受けて経営不振に陥っており、1885年（明治18年）4月株式発行による立て直しを図った。しかし、『静岡大務新聞』の躍進に押されて経営は安定せず、1887年（明治20年）1月27日渋江保を主筆に迎えて梃入れを図るも、3月28日一時廃刊した。
1887年（明治20年）12月暁鐘新報社と改号し、1888年（明治21年）1月4日『暁鐘新報』として再刊したが、1891年（明治24年）には同じ自由党系紙『静岡日報』が創刊し、10月『暁鐘新報』は休刊に追い込まれた。
1891年（明治24年）11月22日撹眠社を再興して『東海暁鐘新聞』として再刊したが、経営は格太郎に一任し、自らは身を引いた。その後も経営は軌道に乗らず、1893年（明治26年）末の休刊を経て、1894年（明治27年）10月頃廃刊した。

### 民権運動の挫折
1888年（明治21年）1月静岡有志懇親会において後藤象二郎が呼びかけた大同団結運動に賛同し、3月後藤の黒田内閣入閣により運動が分裂すると、大同倶楽部に所属した。4月衆済病院長荒井作を頼って清での新事業を計画し、資金を募っているが、渡航中の記録は残っていない。
1888年（明治21年）7月16日大日本帝国憲法発布大赦令により乗輿讒毀罪は消滅したため、8月1日代言人組合に再加入し、同月静岡大同倶楽部に参加した。1890年（明治23年）第1回衆議院議員総選挙に静岡県第1区から自由党候補として立候補したが、最下位で落選した。1892年（明治25年）第2回衆議院議員総選挙にも落選して政治活動からも身を引き、以降弁護士業に専念した。
1891年（明治24年）静岡の弁護士事務所を両替町に移転し、浜松に支所を設けた。1892年（明治25年）11月大阪府曽根崎村に出張所を設けたが、1894年（明治27年）7月閉鎖し、両替町の事務所を馬場町に移した。

### 死去
1899年（明治32年）病の身で米沢、宇都宮を旅し、1900年（明治33年）東京で新年を迎え、3月13日芝区愛宕町の旅館で病没した。3月15日桐ヶ谷斎場で火葬され、27日故郷法泉寺に葬られた。法名は頼古院無外一関居士。

## 著書
- 『古文孝経纂釈』 - 慶応3年（1867年）著。散佚[62]。
- 『明律九族図解』 - 明治5年（1872年）壬申戸籍制定に際し、戸長等に頒布した[14]。
- 『獄中日記』 - 1881年（明治14年）収監から1883年（明治16年）2月25日筆記用具を没収されるまでの日記[63]。
- 『獄中雑記』 - 出獄後の回想記[63]。
- 『宮崎総五君ノ伝』NDLJP:782061
- 『頼古鶏肋集』 - 1900年（明治33年）2月4日起筆して旧稿を整理したが、未完のまま没した[59]。
- 『左伝杜解通釈』[64]
- 『国史人名調』[64]
- 『獄窓雑記』[64]
- 『用字例』[64]
- 『古詩解法読本』[64]
- 『漫遊文章』[64]
- 『静岡繁昌記』[64]
- 『頼古詩文集』[64]
- 『皇朝読史階梯』[65]

## 家族
- 父：前島久兵衛義明 - 郷士稲葉利衛門家からの養子[4]。古庄村名主[4]。1873年（明治6年）9月27日没[15]。
- 母：とよ - 1886年（明治19年）6月29日没[66]。
  - 長姉：たき[4]
  - 次姉：きと[4]
  - 三姉：たね[4]
- 先妻：さだ - 興津中宿朝比奈勘四郎長女[10]。天保10年（1839年）生[10]。箕山小泉一得門下[10]。安政3年（1856年）結婚[10]。文久2年（1862年）7月12日[67]麻疹で病没[10]。
  - 長男：格太郎 - 万延元年（1860年）生[10]。1886年（明治19年）東京留学中静岡事件で検挙されたが[68]、1887年（明治20年）無罪[69]。
  - 次男：熹太郎 - 文久2年（1862年）生[10]。文久3年（1863年）2月没[67]。
- 後妻：かつ - さだの妹[11]。弘化4年（1847年）生[11]。文久2年（1862年）8月結婚[11]。
  - 三男 - 明治元年（1868年）10月生。夭逝[70]。
  - 四男：七郎 - 1877年（明治10年）12月3日生[24]。1883年（明治16年）3月20日没[71]。
  - 長女：とよ - 1881年（明治14年）10月8日生[72]。